# Ligorio López
Ligorio López Altamirano (Irapuato; 3 de julio de 1933-31 de agosto de 1993) fue un futbolista mexicano que jugó de delantero.

## Trayectoria
Desde 1953 hasta 1964 estuvo en un contrato con el Atlante, fue goleador del Irapuato, luego Atlas, nuevamente Irapuato y Atlante.

## Selección nacional
Hizo su debut con la selección mexicana el 26 de febrero de 1956 contra Costa Rica (1-1) en el Campeonato Panamericano, donde apareció en los cinco juegos. Fue convocado para el Mundial de Suecia 1958, pero allí no fue utilizado.

### Participaciones en Copas del Mundo
| Mundial                        | Sede   | Resultado    |
| ------------------------------ | ------ | ------------ |
| Copa Mundial de Fútbol de 1958 | Suecia | Primera fase |

## Clubes
| Club          | País   | Año       |
| ------------- | ------ | --------- |
| C.F. Atlante  | México | 1953-1956 |
| C.D. Irapuato | México | 1956-1959 |
| Atlas F.C.    | México | 1959-1960 |
| Irapuato      | México | 1960-1964 |
| Atlante       | México | 1964      |